# Thecla farmina
Thecla farmina är en fjärilsart som beskrevs av William Schaus 1902. Thecla farmina ingår i släktet Thecla och familjen juvelvingar. Inga underarter finns listade i Catalogue of Life.